# Filip Marčić
Filip Marčić (Split, 22. veljače 1985.), hrvatski nogometaš.
Nogomet je započeo igrati u pomlatku splitskog Hajduka dok nije dobio na prvi pogled sjajnu ponudu francuskog Bordeauxa. Kao kadet je napustio rodni grad i krenuo prema inozemstvu. U Bordeauxu je završio juniorski staž, ali nije dobio priliku iskazati se u seniorskoj momčadi. Za to vrijeme nastupao je redovito za Hrvatsku U-19 reprezentaciju, a kasnije nastavio igrati i za onu ispod 21 godine pod vodstvom Slavena Bilića.
Na ljeto 2005. birajući između belgijskog Standarda i matičnog Hajduka, odabrao je povratak u 1. HNL. U Hajduku je tada trener bio Miroslav Blažević koji je tvrdio da od Marčića može napraviti reprezentativca, međutim, pod Ćirom je Marčić odigrao svega par utakmica jer nije odradio pripreme s klubom. Nije se tijekom te sezone uspio nametnuti među prvotimce, no, klub ga na ljeto nije stavio među onih 19 igrača koji su otišli s Poljuda. Naredne sezone dugo vremena je bio ozlijeđen i nije ostavio značajnijeg traga u probuđenom Hajduku Zorana Vulića. Tijekom zimskog prijelaznog roka otišao je na probu u moskovski Lokomotiv, ali ga je i tamo zadesila ozljeda zbog koje nije potpisao ugovor. Uslijedila je proba na Cipru, no, nakon ponovne ozljede vratio se u Hajduk gdje je suspendiran i neko vrijeme trenirao odvojeno od momčadi. Novi trener Ivan Pudar dosta ga je kritizirao, ali mu je na ljeto mu je ipak ponuđen novi ugovor. Svejedno, odlučio se za odlazak u Rijeku. 
Novi trener Rijeke, Zlatko Dalić, preselio ga je na poziciju desnog braniča gdje je počeo s vrlo kvalitetnim igrama, i brzo postao ljubimac navijača. Nakon dobro odrađenih godinu dana na Kantridi, prelazi za 400.000 € u danski Midtjylland.
Statistika u Hajduku
| Natjecanje        | Nastupi | Zgoditci |
| ----------------- | ------- | -------- |
| Prvenstvo         | 31      | 1        |
| Kup               | 4       | 1        |
| Superkup          | 0       | 0        |
| Međunarodne       | 0       | 0        |
| Splitski podsavez | 0       | 0        |
| Ukupno            | 35      | 2        |
| Prijateljske      | 15      | 4        |
| Sveukupno         | 50      | 6        |